# MV Agusta
MV Agusta é uma fabricante italiana de motocicletas fundada em 1945 em Cascina Costa, perto de Milão.

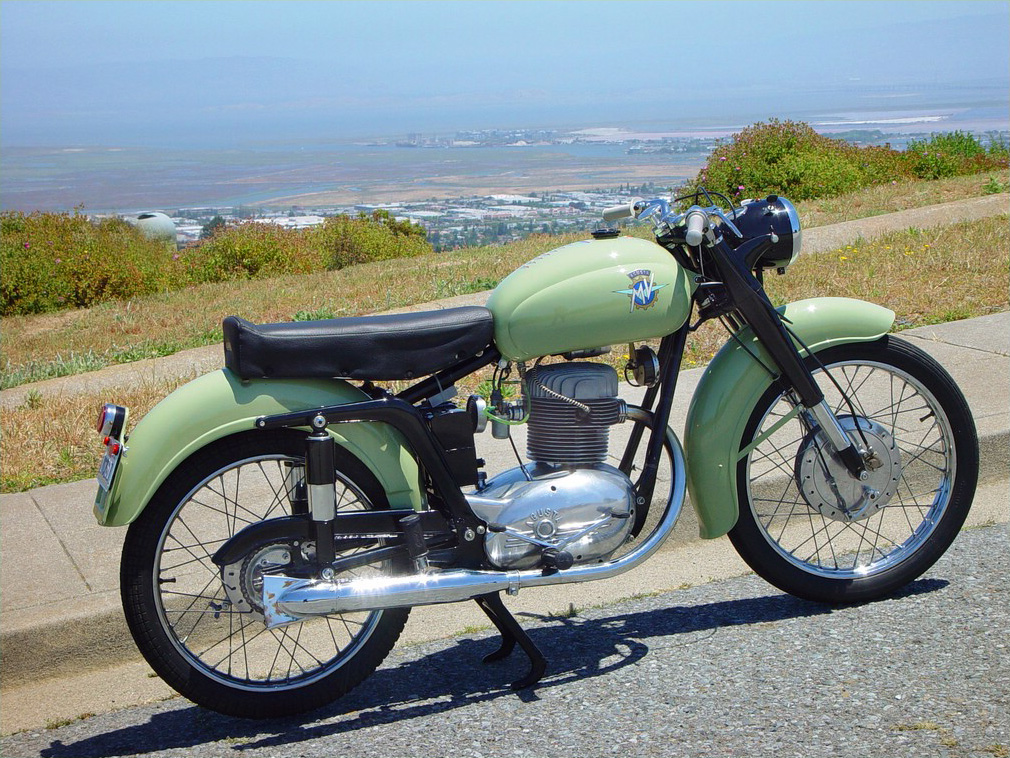
1954 MV Agusta CSTL 175 Turismo Lusso

A empresa começou com um desdobramento da aviação Agusta, empresa que foi formada pelo conde Giovanni Agusta, em 1923. O conde morreu em 1927, deixando a empresa nas mãos de sua mulher e filhos, Domenico, Vincenzo, Mario e Corrado. Vicenzo Agusta, juntamente com seu irmão Domenico, formaram a MV Agusta (Meccanica Verghera). Ao fim da Segunda Guerra Mundial, como um meio para salvar os empregos dos trabalhadores, e também para preencher a necessidade de pós-guerra barata, eles começaram a produzir os primeiros protótipos. O primeiro a ser produzido foi a "Vespa 98", assim chamado ironicamente.
Cagiva comprou o nome marcas MV Agusta, e em 1997 ela lançou a primeira MV Agusta moto. As novas motos eram máquinas esportivas de quatro cilindros e 750 cc (a range F4), que incluía uma série limitada de produção, tal como a todos os modelos de trabalhos pintados de preto PRE ( "Produção Racing Especial"), que foi apresentada no filme "Eu, Robô". Em 2004, introduziu a sua primeira moto 1000 cc. Em 2004 marcou o fim da produção para as cerca de 750 máquinas desportivas, com a produção limitada de 300 RE ( "Racing Especial"), no modelo tradicional vermelho e prata livery. 
MV Agusta também fez um número limitado de edições 750 cc F4 e F4 1000 cc "Ayrton Senna" em memória do falecido campeão da Fórmula Um, que era um ávido colecionador Ducati e MV Agusta. A renda foi revertida para o Instituto Ayrton Senna. 300 modelos de cada uma foram feitas no início dos anos 2000. 
Eles também produzem um leque de motos 750 e 910 "nuas" chamadas Brutale. A produção é algo limitado, como é a política da empresa para produzir uma máquina de elite similar à Ferrari em automóveis. Eles não concorrem diretamente com os fabricantes japoneses, cujas motocicletas vendidas tipicamente têm  um custo consideravelmente inferior ao de uma MV Agusta. Em vez disso eles competem com outros modelos, como os modelos esportivos da italiana Ducati, 996,998, 999, 1098, e do Monster Ducati. Em 2005, MV Agusta apresenta o Tamburini 1000, que é uma homenagem ao seu criador, Massimo Tamburini, que anteriormente trabalhou para a Moto Guzzi, e, mais recentemente Ducati.A MV Agusta F4 refinou o design inovador do 916. Em publicações recentes, a MV Agusta tem sido altamente elogiada como um das melhores motocicletas feitas artesanalmente já criadas.
Em 1999, o grupo Cagiva foi reestruturado para fins estratégicos e MV Agusta se torna a principal marca que inclui Cagiva e Husqvarna.
Em julho de 2007, a Husqvarna foi vendida para a divisão de motos da BMW.

## Mundial de Moto-Velocidade
Count Vincenzo e Domenico Agusta tinham uma paixão pela mecânica e funcionamento de motociclismo. Eles estavam determinados a ter a melhor equipa do Grande Prémio de Motociclismo do mundo e não pouparam dinheiro a sua paixão.Eles alcançaram este objetivo contratando alguns dos melhores pilotos da época, ou seja, Carlo Ubbiali, John Surtees, Mike Hailwood, Giacomo Agostini, Phil Read, e outros, e de ter os melhores engenheiros, mais notavelmente Arturo Magni. Os três e quatro cilindros das motos eram conhecidos por sua excelente movimentação rodoviária. O fogo-vermelho(assim eram chamadas as motos) tornou-se a marca do Grande Prémio de corrida na década de 1960 e início dos anos 1970, ganhando 17 Campeonatos Mundiais consecutivos 500 cc, e 63 Campeonatos Mundiais global. Com a morte do conde Domenico Agusta, em 1971, a empresa perdeu o seu orientador. A empresa ganhou seu último Grande Prêmio em 1976, e em 1980, na temporada do Grande Prémio de Motociclismo , eles estavam fora do campeonato.

## Retorno às pistas
Em maio de 2007, a empresa confirmou o seu regresso ao Campeonato Mundial de Superbike.

## Aquisição pela Harley-Davidson
Em julho de 2008, o grupo MV Agusta foi comprado por 109 milhões de dólares pela fabricante de motocicletas estadunidense Harley-Davidson.

## Nova Aquisição pela Família Castiglioni
Em outubro de 2009, a Harley-Davidson, na apresentação das contas para o trimestre, anunciou a intenção de vendê-la novamente. Em agosto de 2010 a marca foi revendida a Claudio Castiglioni, o ex-proprietário do grupo, pelo preço simbólico de 1 euro.